# Твердиков, Степан
Степан Твердиков (XVI век — не ранее 1598) — русский купец, дипломат, дьяк приказа Казанского двора.
В 1568 году при царе Иване Грозном, озабоченным в то время установлением торговых сношений с западноевропейскими странами, был послан вместе с Фёдотом Погореловым в Англию к королеве Елизавете I. Их официальное поручение состояло в приобретении драгоценных камней и одежд для царской казны. Однако в сопроводительной грамоте, датированной 10 апреля 1567 года, речь шла также о закупках крупногабаритного товара, требовавшего найма складских помещений и предназначенного для перепродажи в другие страны. Иван IV потребовал от Елизаветы I для русских купцов тех же привилегий, которыми пользовались купцы Московской компании в России: «Ты дозволь им свободно ездить и с твоими людьми и с людьми других государств сноситься, чтобы достать в твоём королевстве торговлею и променою товаров и покупкою то, что им приказано для нашей казны; и не вели также брать пошлины и тамги и за перевоз и за склад и других налогов с наших товаров от этих наших гостей и с их животов; равно как и мы в наших владениях с твоих людей никаких налогов не велим брать; и что будет привезено в другую землю для нашей потребы и также давать им повольно <…> и вели посадить их на твои корабли, чтобы отослать их оттуда в наши владения».
Степан Твердиков ещё до этого, по поручению царя, побывал в Антверпене и в 1566 году в Москве вёл переговоры с голландским купцом Симоном ван Салингеном.
В сохранившемся документе «Опись царского имущества» имеются указания относительно грамоты об отпуске его в Англию, выданной ему царём. Данное ему поручение С. Твердиков, по-видимому, исполнил успешно, о чём свидетельствует относящееся к этому времени (9 мая 1567) письмо королевы Елизаветы I к царю Ивану Грозному, где она пишет, что из дружбы к царю дозволит русским купцам свободно поправлять свои торговые дела в Англии.
В 1584 года пожалован в дьяки приказа Казанского двора. В расходной книге об отпуске вещей по царским указам («Книги, а в них писан расход казенной к ружным церьквам ладан и годовое») сохранилось указание, что за его приписью выдавалось жалование «царским охотником и рожечником». Будучи дьяком, С. Твердиков, как видно из сохранившейся «грамоты аглицкого купца Еремея Горше к Ульяму к Трумбору», продолжал вести торговые дела с английскими купцами.
В царствование Фёдора Ивановича по его и других русских купцов жалобе на неплатёж долгов английскими купцами возникли дипломатические переговоры между московским правительством и королевою Елизаветой.
В 1598 году участвовал в работе собора, избравшем Бориса Годунова в цари, и подписался под грамотой.